# Josephine Becker
Josephine Becker (* 4. Mai 1999 in Darmstadt) ist eine deutsche Schauspielerin.

## Leben
Josephine Becker besuchte von 2013 bis 2015 die TASK Schauspielschule in Darmstadt.
2016 spielte sie in ihrem ersten Kinofilm, Morris aus Amerika. Zwischen 2019 und 2021 war Becker in der Hauptrolle der Leni Schäfer in der Fernsehserie Unter uns zu sehen. Ab November 2021 kehrt Leni Schäfer als Gastrolle in mehreren Folgen zurück.

## Filmografie
- 2016–2017: Lets Talk! (Fernsehserie, 3 Folgen)
- 2016: Morris aus Amerika (Kinofilm)
- 2017: SOKO Wismar (Fernsehserie, 1 Folge)
- 2019–2021: Unter uns (Fernsehserie)
- 2022: Kreuzfahrt ins Glück: Hochzeitsreise nach Kreta (Fernsehreihe)
- 2024: In aller Freundschaft – Die jungen Ärzte (Fernsehserie, 1 Folge)
- 2024: Bettys Diagnose (Fernsehserie, 1 Folge)